# Coleção de Livros do Banguê
A Coleção de Livros do Banguê é um conjunto de registros de sepultamento de pessoas escravizadas no Brasil, entre os séculos XVIII e XIX, na cidade de Salvador, BA.
É composta de 11 tomos que estão sob a guarda do Centro de Memória da Santa Casa da Bahia. Por sua relevância para o estudo do comércio de pessoas escravizadas, em 2009 os documentos receberam o Diploma de Memória do Mundo da UNESCO - Organização das Nações Unidas para a Educação, a Ciência e a Cultura.
No período da escravidão a Irmandade da Misericórdia era responsável pelos sepultamentos em Salvador. Fazia o transporte dos corpos, em esquifes simples chamados "banguês". O enterro ocorria no Cemitério do Campo da Pólvora. Os Livros do Banguê são um controle contábil do serviço prestado pela Irmandade.
A coleção é reconhecida como um marco na identificação das pessoas escravizadas, contendo dados como nome e etnia, além de informações sobre a viagem a Salvador, o proprietário da pessoa escravizada e os custos de sepultamento. Há também reproduções de marcas de propriedade no corpos das pessoas escravizadas. Estima-se que entre 1742 e 1856 tenham sido sepultadas 80 mil dessas pessoas pela Santa Casa de Misericórdia da Bahia.